# دارپا آلفاداگ‌فایت

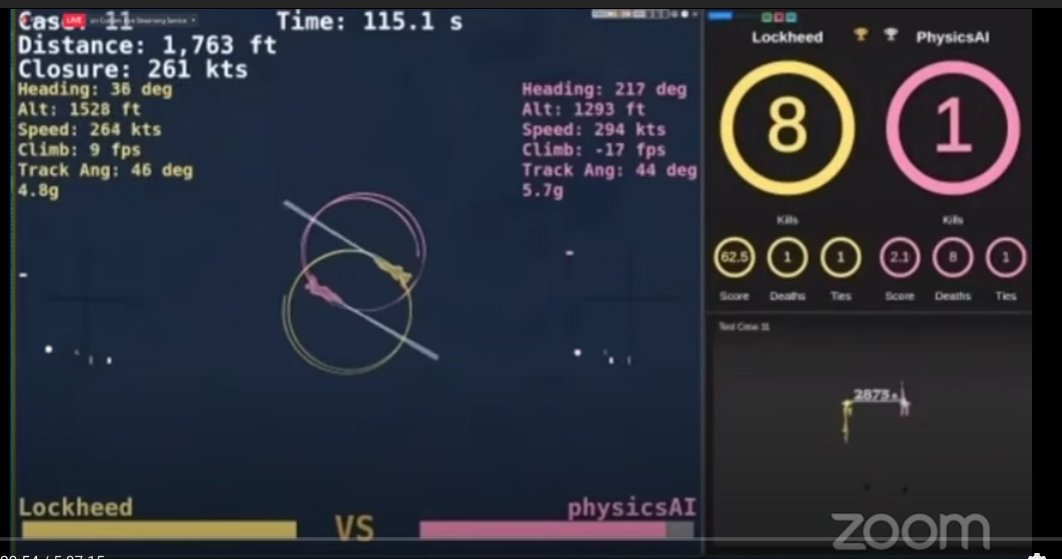
آزمایش‌های دارپا آلفاداگ‌فایت، ۲۰ اوت ۲۰۲۰

دارپا آلفاداگ‌فایت یک طرح زیر نظر دارپا در ۲۰۱۹–۲۰۲۰ بود که رایانه‌هایی را با استفاده از شبیه‌سازهای پرواز اف-۱۶ در برابر یکدیگر قرار می‌داد. این رایانه‌ها را هشت گروه از انسان‌ها مدیریت می‌کردند که در رقابت تک‌حذفی برای فرصت نبرد با یک انسان ماهر در داگ‌فایت رقابت کردند. شرکت هرون سیستمز یک ابزار نرم‌افزاری یادگیری تقویتی عمیق نوشت که خلبان انسان را با امتیاز ۵–۰ شکست داد. آزمایشگاه فیزیک کاربردی برنامه رقابتها را مدیریت کرد. آزمایشها در اکتبر ۲۰۱۹ و ژانویه ۲۰۲۰ برگزار شد در حالی که رقابت پایانی در اوت ۲۰۲۰ برگزار شد.